# Dvoudobý spalovací motor

Animace práce válce v dvoutaktním motoru

Dvoudobý spalovací motor (také dvoutaktní motor, dvoutakt) je pístový spalovací motor, jehož celý pracovní cyklus proběhne za jedinou otáčku klikové hřídele.
Dvoudobý cyklus je vymezen dvěma zdvihy (pohyby nahoru a dolů) pístu během jednoho energetického cyklu, který je dokončen při jedné otáčce motoru. Čtyřdobý motor vyžaduje čtyři zdvihy pístu k dokončení cyklu výkonu během dvou otáček klikového hřídele. U dvoudobého motoru nastává konec spalovacího zdvihu a začátek kompresního zdvihu současně, přičemž současně probíhají funkce sání a výfuku (nebo vyplachování) jako nejdůležitější části celého dvoudobého cyklu se značným vlivem na chod, výkon, spotřebu a jejich průběh v otáčkách.
Dvoudobé motory mají často vysoký poměr výkonu k hmotnosti, přičemž výkon je dostupný v úzkém rozsahu otáček nazývaném výkonové pásmo. Dvoudobé motory mají méně pohyblivých částí než čtyřdobé motory.

## Stručná charakteristika
Na rozdíl od čtyřdobého spalovacího motoru je k pracovnímu cyklu mimo některých dvoudobých spalovacích motorů vznětových obvykle využíván i prostor pod pístem. To umožňuje přepouštěcí kanál, který u čtyřtaktního motoru nenajdeme. Nejen přepouštěcí kanál, ale i kanály sací a výfukový jsou otvírány pístem, nikoli ventilem. Absence ventilů a rozvodového mechanismu znamená zjednodušení konstrukce motoru. Dalším zjednodušením konstrukce je absence mazací soustavy. Tlakové mazání ložisek a stěn válce je vyloučeno z důvodu degradace trvalé olejové náplně. Proudící benzinová směs by olej snadno naředila a vynesla z klikové skříně. Snadné ředění oleje benzínem se naopak využívá k vytváření směsi benzínu a oleje. Tato směs zajišťuje mazání.
Tato charakteristika platí u lehkých zážehových (benzínových) motorů používaných nejčastěji:
- na přívěsných motorech a přenosných zařízeních, jako jsou motorové pily, křovinořezy, sekačky na trávu, strunové vyžínače, vysavače listí a foukače listí

- jednostopá motorová vozidla, například mopedy, skútry, klasické motocykly a některé závodní stroje
- starší automobily například DKW, Saab, Wartburg, FSO Syrena, IMV

## Pracovní fáze
sání a komprese – Píst se pohybuje od dolní úvratě směrem k horní úvrati. V klikové skříni (pod pístem) vzniká podtlak a tím se nasaje do klikové skříně zápalná směs. Během pohybu pístu nahoru se uzavírá výfukový a přepouštěcí kanál. Směs v prostoru nad pístem (byla připravena dříve během druhé fáze) se stlačuje.
Těsně před horní úvratí přeskočí jiskra, nastává zážeh a expanze.
expanze a výfuk – Expanzí je píst tlačen z horní úvrati do úvrati dolní. Spodní hrana pístu uzavírá sací kanál. Směs v klikové skříni se pohybem pístu stlačuje. Při dalším pohybu pístu otevírá pravá horní hrana pístu výfukový kanál a vzápětí na to otevírá horní hrana pístu i přepouštěcí kanál a stlačená směs z klikové skříně začne vytlačovat zbytky zplodin a dostává se do prostoru nad píst.

## Součásti
- skříň motoru (hlava válců, válce, kliková skříň)
- klikový mechanizmus (píst, ojnice, kliková hřídel)
- zařízení pro tvoření směsi (karburátor nebo vstřikovací zařízení)
- pomocná zařízení (zapalování, chlazení motoru, výfuková soustava, mazací soustava)

## Výhody a nevýhody
Výhody a nevýhody v porovnání se čtyřdobým motorem:

### Výhody
- extrémně rychlé reakce na přidání plynu
- vysoké rozpětí otáček dané absenci rozvodových mechanizmů
- mají při stejných otáčkách vyšší měrný výkon (daný dvojnásobným počtem pracovních cyklů na jednu otáčku)
- jednodušší konstrukce
- menší hmotnost
- možnost opačné rotace bez převodů

### Nevýhody
- vysoké emise způsobené mj. i spalováním oleje obsaženého v palivu
- nižší účinnost daná tím, že komprese a/nebo expanze musejí být zkráceny, aby mohla proběhnout výměna paliva a výfukových plynů v pracovním prostoru
- horší zápalnost směsi benzinu a oleje vyžadující zapalovací svíčku s okamžitým dosažením samočisticí teploty, ale nebezpečím přehřátí spalováním chudé směsi benzinu, oleje a vzduchu
- nedokonalé spalování, důsledkem kterého uniká nespálené palivo ve spalinách – u benzinových motorů se do spalin dostává směs paliva a oleje
- větší spotřeba paliva a oleje
- větší hlučnost
- rychlejší opotřebení

## Historie

### Prehistorie
První dvoudobé motory (dalo by se jim říkat nekomprimační) pracovaly na jiném principu a dvoudobé se jim začalo říkat z toho důvodu, že k zapálení směsi docházelo při každé otáčce klikového hřídele – stejně jako u moderních, komprimačních dvoudobých motorů. V jednom taktu došlo k sání směsi a nekomprimačnímu zážehu, ve druhém taktu k výfuku. Výměna plynů byla řízena šoupátkem. Mezi vynálezce, kteří tento motor vylepšovali a zkoušeli jeho využití v mobilních strojích patřili Jean Joseph Étienne Lenoir, Siegfried Marcus a další. Tyto pokusy probíhaly v letech 1860–1870, ale narážely na nevyhovující poměr hmotnosti a výkonu. Na stejném principu pracoval rovněž tzv. „Sylvestermotor“ sestrojený v roce 1879 Carlem Benzem. Tento „Benzův systém dvoutaktního motoru“ byl poprvé vyroben v roce 1881 v továrně Mannheimer Gasmotorenfabrik a následně vyráběn v tisícových počtech.

### Začátek a technický rozvoj

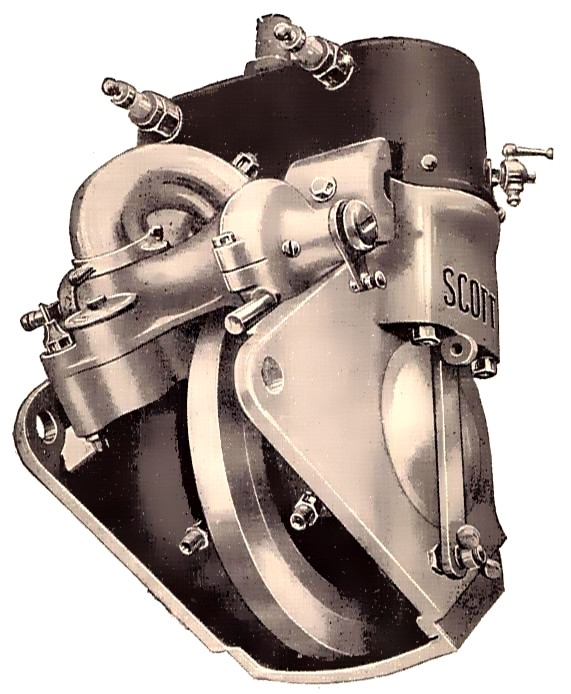
Dvouválcový dvoudobý motor Scott

Za vynálezce moderního dvoudobého motoru se považuje Dugald Clerk. Aby obešel patent Nicolause Otta, vyvinul v roce 1878 motor, který pro kompletní pracovní cyklus potřeboval pouze jednu otáčku klikového hřídele. Tento princip byl poprvé využit v roce 1887 pro pohon vozíku „Petrol-Cycle“ sestrojeného Edwardem Butlerem. Julius Söhnlein obdržel v roce 1891 patent na přečerpávání paliva přes klikovou skříň se třemi obtokovými kanály; tento systém byl později označovaný jako „příčný výplach“. Současně objevil Joseph Day podobný princip s deflektorem na pístu, což si nechal patentovat. V roce 1904 zkonstruoval Alfred Angas Scott úspěšně dvouválcový dvoudobý motor, v roce 1908 jej pak vestavěl do vyvíjeného motocyklu. V roce 1909 založil Scott Motor Cycle Company, která poté vyráběla dvoudobé motocykly až do roku 1966. Hugo Ruppe ještě před první světovou válkou dvoudobý motor dále vyvíjel; jeho patenty se dostaly k DKW, kde se poté dvoudobé motory vyráběly ve velkém. V roce 1928 vyvinul rakouský výrobce Titan membránou řízené sání. Velkým krokem vpřed byl patent na vratné vyplachování Adolfa Schnürleho, které od roku 1932 nahradilo příčné vyplachování s pístem s deflektorem. V roce 1952 vyvinul Daniel Zimmermann šoupátkové řízení sání a Yamaha přišla v roce 1978 s rezonančním řízením výplachu.

## Princip činnosti
Dvoudobé motory nezávisle na druhu a termodynamickém cyklu využívají níže popsané pracovní cykly; popis začíná od dolní úvratě. Děje probíhající pod pístem u motorů s přepouštěním přes klikovou skříň jsou pro názornost popsány kurzívou. Velké dieselové dvoutaktní motory jsou pro zajištění výměny plynů vybaveny Rootsovým dmychadlem.

### První takt: Předkomprese / sání
Během  pohybu pístu směrem nahoru se plyn ve válci (vzduch nebo směs paliva se vzduchem) stlačuje, přičemž nedochází k výměně tepla s okolím (adiabatické stlačování, isotropické). Přitom se zvyšuje teplota plynů proporcionálně ke zvýšení tlaku během stlačování.
Píst během pohybu nahoru zvětšuje objem v klikové skříni, čímž v klikové skříni vzniká podtlak. Jakmile se otevře sací kanál od karburátoru, dojde k nasátí čerstvé směsi paliva se vzduchem.
Těsně před dosažením horní úvrati dojde u zážehových motorů k zapálení směsi paliva se vzduchem. Ke shoření paliva dojde tak rychle, že pohyb pístu během hoření je téměř zanedbatelný – objem tedy zůstává konstantní (izochorický přívod tepla). U dieselového dvoudobého motoru se do stlačeného vzduchu vstřikuje nafta a hoření trvá o něco déle, tlak během hoření zůstává přibližně konstantní (izobarický přívod tepla). V obou případech dojde ke zvýšení tlaku.
Druhý takt: Pracovní zdvih / expanze
Horký plyn expanduje a tlačí na píst, který se pohybuje zpět. Přitom dochází k ochlazování plynu; teplo se mění na mechanickou energii.
Píst, který se pohybuje dolů, zmenšuje objem klikové skříně a jakmile dojde k uzavření sacího kanálu, píst stlačuje čerstvou směs paliva se vzduchem.
V blízkosti dolní úvrati se otevře výfukový a sací otvor nebo přepouštěcí kanály a výfukový plyn působení zbytkového tlaku unikne. Výfuk může být zajištěn pomocí ventilů nebo otevíráním otvorů pístem. Zbytky výfukových plynů jsou vypláchnuty čerstvým plynem, který proudí do pístu. Čerstvý plyn může být směs paliva se vzduchem nebo pouze vzduch (u motorů se vstřikováním).
Při otevření přepouštěcích kanálů dojde k proudění předstlačeného plynu z klikové skříně do prostoru nad pístem.
Během pohybu pístu směrem k horní úvrati se sací a výfukový otvor opět uzavřou a probíhá další cyklus. Pro vypláchnutí musí být čerstvý plyn (směs paliva nebo vzduch) pod tlakem. K tomu se využívá buď prostor klikové skříně, který pracuje jako čerpadlo nebo externí kompresor. Pro dosažení dostatečného účinku se kombinuje turbodmychadlo (u velkých dieselových motorů) s pomocným kompresorem, který pracuje během rozběhu motoru nebo při chodu na nízký výkon.
Pracovní cyklus dvoudobých motorů se přibližuje ideálnímu Ottovu, resp. Dieselovu cyklu s tím, že v praxi dochází k výměně tepla mezi  plynem a okolím a hoření trvá určitou dobu.

## Technické řešení

### Vyplachování
Cílem vyplachování je zajistit, aby během velmi krátké doby, kdy je otevřen sací a výfukový otvor, došlo k nahrazení spálené směsi čerstvým vzduchem (u motorů se vstřikováním) nebo směsí paliva se vzduchem (u zážehových motorů s nepřímým vstřikování a karburátorem). Přitom by mělo ve válci zůstat co nejméně zbytkových spalin a současně by mělo do výfuku uniknout co nejméně čerstvého vzduchu, resp. směsi paliva se vzduchem. Rozlišují se tři varianty vyplachování:
Příčné vyplachování

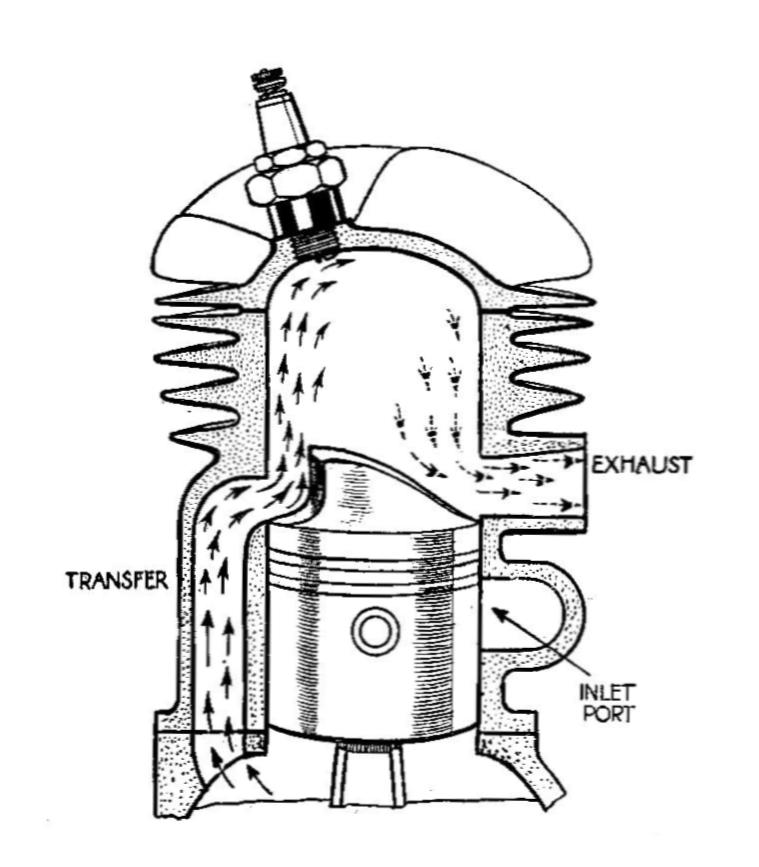
Příčné vyplachování s deflektorem

Výfukový a sací kanál leží proti sobě; oba tyto kanály jsou otevírány a zavírány pohybujícím se pístem. Přitom se jako první otevírá výfukový kanál a zavírá se jako poslední. Aby se válec vypláchl co možná nejlépe, je na dně pístu vytvořen deflektor, který usměrňuje proudění plynů směrem k hlavě válce. Jinou možností je vyústění kanálů šikmo vzhůru. Tyto způsoby stavby válce se používají již jen zřídka, protože jiné metody se ukázaly být mnohem efektivnější.

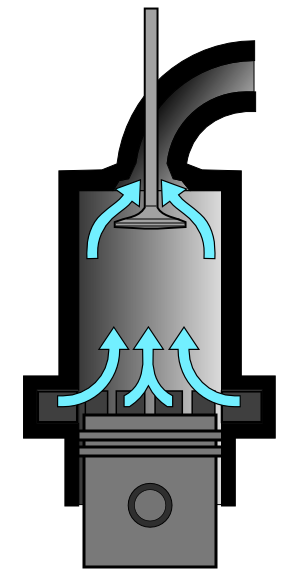
Přímé vyplachování
Sací a výfukový kanál leží na protějších stranách válce. Čerstvý plyn neproudí od pístu k hlavě válce a zpět, ale jen v jednom směru. Pro sání slouží drážky ve stěně válce, výfukový kanál je vytvořen v hlavě válce a zavírán ventilem, popř. (u protiběžných motorů a dvoupístových motorů) je rovněž tvořen drážkou, kterou otevírá jiný píst. Výfuk může být uzavřen dříve, než sání, což omezuje ztráty při vyplachování. Rovněž se tak dosahuje lepšího vyplachování při větším spalovacím prostoru. Přímé vyplachování se upřednostňuje při zatíženém motoru.
Vratné vyplachování

Vratné vyplachování Schnuerle

Tuto variantu vyplachování vyvinul v roce 1925 Adlolf Schnürle. Využívají se dva přepouštěcí kanály, které probíhají ve směru osy válce (tj. tangenciálně) a jsou zakončeny okénkem ve stěně válce. Výfukový kanál se nachází mezi oběma přepouštěcími kanály, na stejné straně válce. Oba proudy plynu z přepouštěcích kanálů se potkávají a ve spalovacím prostoru válce se obrací směrem k výfukovému kanálu válce a vytlačují z něj spaliny do výfuku. Otvory kanálů se otevírají a zavírají pohybem pístu. Ztráta čerstvé směsi je oproti příčnému vyplachování nepatrná a dno pístu může být ploché. U prvních motorů s vratným vyplachováním se používaly dva přepouštěcí kanály, později byl tento systém vylepšen o hlavní a pobočný přepouštěcí kanál a v 80. letech se používalo až 8 přepouštěcích kanálů. Vratné vyplachování představuje dodnes stav techniky dvoudobých zážehových motorů.

### Dynamika proudění plynů
Při použití klikové skříně jako čerpadla
Kliková skříň (prostor pod pístem) se využívá jako čerpadlo, ve které se vytváří přetlak plynů pro vypláchnutí spalovacího prostoru. To znamená, že píst při pohybu směrem nahoru stlačuje plyn ve spalovacím prostoru a současně nasává plyn do klikové skříně. Při pohybu směrem dolů dochází ke stlačení plynu v klikové skříni. Přívod plynů do válce je zajištěn přes přepouštěcí kanál z klikové skříně. V blízkosti dolní úvrati odkryje píst přepouštěcí kanál a stlačený plyn proudí z klikové skříně do válce.
Rezonance v sacím a výfukovém potrubí
Dvoudobý motor je rezonančním systémem, u něhož průběh výkonu závisí na vlastnostech procházejících plynů (jejich setrvačnosti). Při výfuku plynů je možné vhodným uspořádáním výfukového potrubí značně zlepšit účinnost (viz animovaný obrázek). Jakmile píst odkryje výfukový kanál, začnou spaliny proudit do výfuku. Rychlost proudění se nejprve sníží v difuzoru. Tam plyn proudí beze změny dále a vlivem jeho setrvačnosti dochází k poklesu tlaku ve směru výfuku (viz obrázek – směs paliva nasátá do výfuku). Tento efekt se objevuje rovněž u čtyřdobých motorů, kde je možné díky řízení pomocí ventilů dosahovat lepší výměny plynů. Difuzor zde má za úkol jenom snížit rychlost proudění plynů a nikoli zajistit přitom přerušení proudění plynů.
Na druhém kuželu tlumiče výfuku dojde o něco později k odrazu kladné tlakové vlny. Zde se vlivem setrvačnosti plynu plyn nahromadí a takto vzniklá tlaková vlna postupuje ve směru k výfuku. Tato vlna zatlačí zpět do válce čerstvou směs, která již byla vytlačena do výfukového potrubí. Tím se sníží ztráty čerstvé směsi (viz „laděný výfuk“). Délka a tvar výfuku spojená s výškou výfukového kanálu určuje pásmo otáček, které výfuk podporuje. Při krátkém výfuku a vysokém výfukovém kanálu bude čas, ve kterém se budou výfukové plyny odrážet a vracet do válce, kratší. Takový motor je určen především pro práci ve vysokých otáčkách. V protikladu stojí dlouhý výfuk a plochý výfukový kanál.
Protože v prvním přiblížení je na konci procesu sání ve válci stále ještě atmosférický tlak, může být u benzínového dvoudobého motoru diskuse o kvalitě spalování. Pokud se mění nastavení škrtící klapky, systém sání mění pouze poměr směsi z výfukových plynů ve válci. Vysoký obsah spalin ve válci, který vzniká při částečném zatížení, vede k špatným spalovacím poměrům s vysokým obsahem oxidu uhelnatého (CO) a uhlovodíků (CmHn) ve výfukových plynech, při nízkých emisích oxidů dusíku (NOx). Při stabilním zatížení, například u stabilních motorů, mohou být poměry proudění plynů optimálně vyladěny, což dává vysokou účinnost a dobré úrovně emisí.

### Mazání
Mazání směsí paliva s olejem
Mazání motoru je zajištěno olejem, který se přidává do paliva. Při spalování paliva je tedy současně spalován i olej. Nevýhodou tohoto způsobu mazání je, že při spalování vzniká karbon, který zanáší spalovací prostor i výfukové potrubí, což negativně ovlivňuje výkon motoru. Vrstva nánosů ve výfukovém potrubí může rovněž „zahořet“ nebo může docházet k chemickému rozkladu. Na začátku 30. let se používal poměr oleje s benzínem 1:10, později se tento poměr snižoval na 1:15 až 1:18. V 70. letech pracovaly závodní motocykly s poměrem směsi 1:20 s přídavkem ricinového oleje, aby se předešlo zadření pístu. Pro běžné motocykly byl dlouhá léta běžný poměr 1:25; toto platilo i pro první modely automobilů Trabant P50. Díky tomu, že byly vyvíjeny vysoce výkonné oleje, bylo možné dále omezovat poměr směsi na 1:33 (např. pro Trabant P50), na 1:50 (např. Trabant 601) až na poměr 1:100. Moderní řetězové pily, křovinořezy a další motorové nářadí, obvykle využívají poměr směsi 1:50 (2% podíl oleje pro vysokootáčkové motory).
Oddělené mazání
Při použití odděleného mazání je mazací olej dodáván do motoru odděleně od paliva. První motocykl značky Scott z roku 1908 (základní model 3 ¾) byl vybaven odděleným mazáním. U typu Scott 3S, který byl uveden na trh v roce 1934, dodávala tři olejová čerpadla olej do vložek válců. V roce 1961 uvedla značka DKW u typu Auto Union 1000 na trh tzv. „olejovou automatiku“, kde byl olej čerpán z oddělené olejové nádržky dávkovacím čerpadlem do mísící komory karburátoru a zde byla připravována směs s mísícím poměrem 1:40. V roce 1964 přišla Yamaha u motocyklů se systémem „Autolube“, u kterého byl olej veden do sání karburátoru. Při plném zatížení připravoval systém „Autolube“ směs s poměrem 1:20, při chodu naprázdno 1:150.
Pravé oddělené mazání zavedla u sériových motocyklů Suzuki v roce 1971, a to u typu GT 750, kde jedno dávkovací čerpadlo přivádělo olej přímo k mazacím místům (ložiska, stěny válce). Čerpadlo dávkovalo olej v závislosti na zatížení na základě polohy rukojeti plynu. Tento systém, který později převzala i Kawasaki, již odpovídal mazání čtyřdobých motorů.
Mazání s obtokem oleje
Velké dvoudobé motory mohou být vyrobeny s uzavřeným okruhem mazacího oleje, srovnatelným se čtyřdobými motory. Typickým příkladem takového motoru jsou dvoudobé motory užitkových vozidel. Tyto motory musejí být dále vybaveny kompresorem, protože klikovou skříň nelze využít pro zajištění předkomprese.
Ztrátové mazání
Velké dvoudobé motory (např. lodní motory) byly podle staršího způsobu konstrukce vybavovány ztrátovým mazáním. Zde byla mazací místa, jako hlavní a ojniční ložiska zásobována mazivem přímo prostřednictvím olejových kanálků. Olej potom unikal přes ložiska a odkapával do volného prostoru.
Časování rozvodu

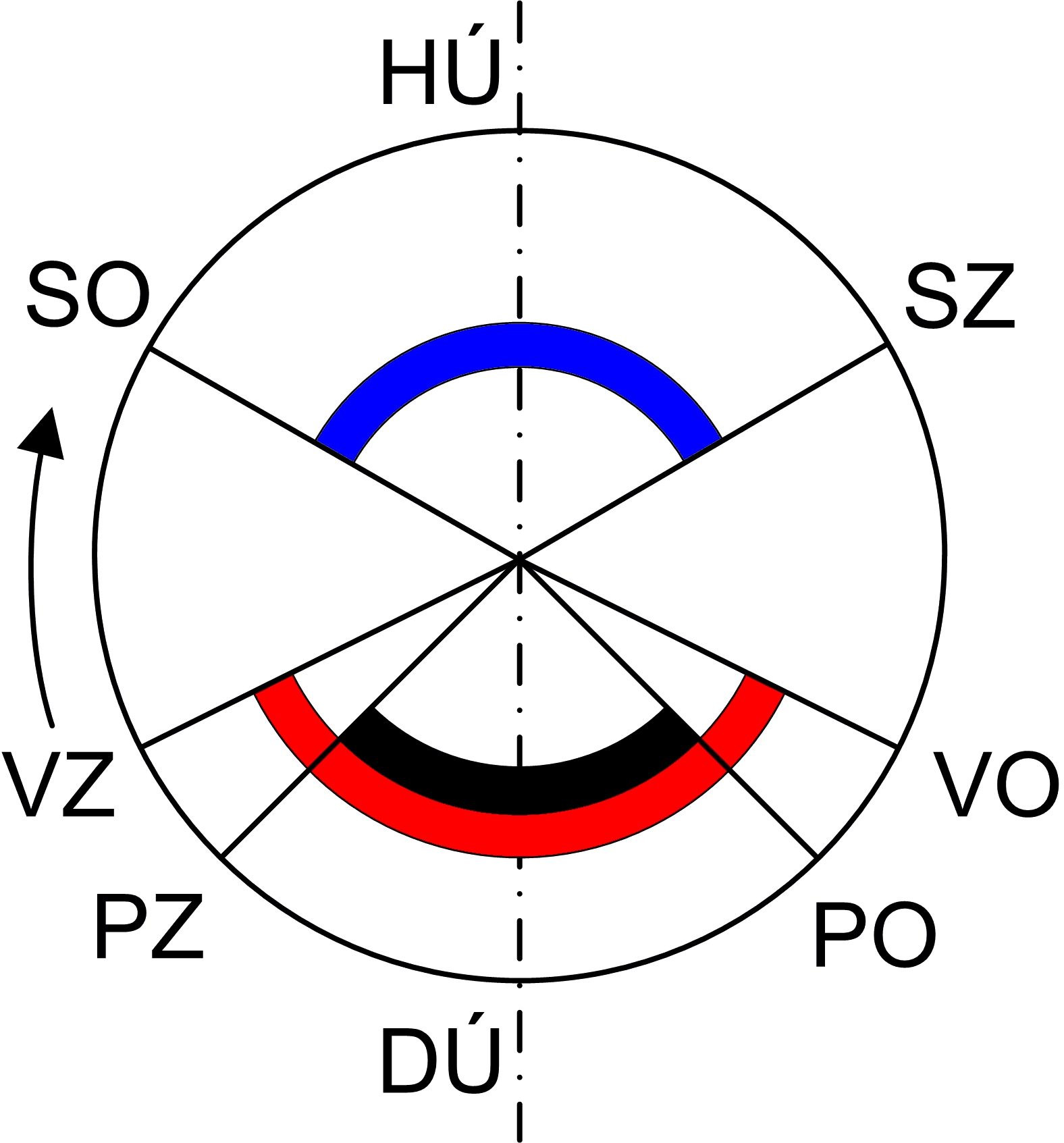
Časování souměrné

Doba, po kterou je kanál (výfukový, přepouštěcí) průchodný, je dána okamžikem jeho otevření a zavření. Pro funkci motoru je zásadní nejen celková doba, po kterou mohou proudit plyny, ale i stanovení okamžiku začátku a konce proudění plynů.
Na sousedním diagramu je časování, kdy otevření a zavření kanálů je symetrické k ose HÚ-DÚ. Červený segment představuje výfuk, černý segment představuje přepouštění, modrý segment představuje sání. Podle účelu použití mohou mít přepouštěcí a výfukové kanály různé úhly časování. Úhel přepouštění se obvykle pohybuje mezi 115° a 140° otáčky klikového hřídele a úhel otevření výfukového ventilu se pohybuje mezi 135° a 200°, přičemž výfuk se otevírá před otevřením přepouštěcího kanálu. Úhel otevření 200° znamená, že se kanál otvírá 100° před dolní úvratí a zavírá 100° za dolní úvratí. Symetrie 100°/100° dala jméno časování rozvodu – symetrický rozvod. Symetrický (souměrný) rozvod je charakteristický pro řízení rozvodu pístem.
Řízení rozvodu pístem
Jedná se o nejrozšířenější, nejlevnější a technicky nejjednodušší způsob, který se používá především u malých motorů. Horní hrana pístu v blízkosti dolní úvratě odkryje přepouštěcí a výfukový kanál ve stěně pístu. Dolní hrana pístu v blízkosti horní úvratě odkryje vstup sání do klikové skříně. Předností je odkrývání a zakrývání sacího, přepouštěcího a výfukového kanálu bez nutnosti dodatečných mechanických dílů.
Lepších vlastností dvoudobého motoru se dosahuje posunutím okamžiku otevření (odkrytí) kanálu nebo posunutím okamžiku zavření (zakrytí) kanálu vůči ose HÚ-DÚ. Tak jak je to běžné u časování čtyřdobých motorů. Přidáním některého z konstrukčních prvků vznikne dvoudobý motor s rozvodem nesouměrným.
Řízení rozvodu dvojitým pístem

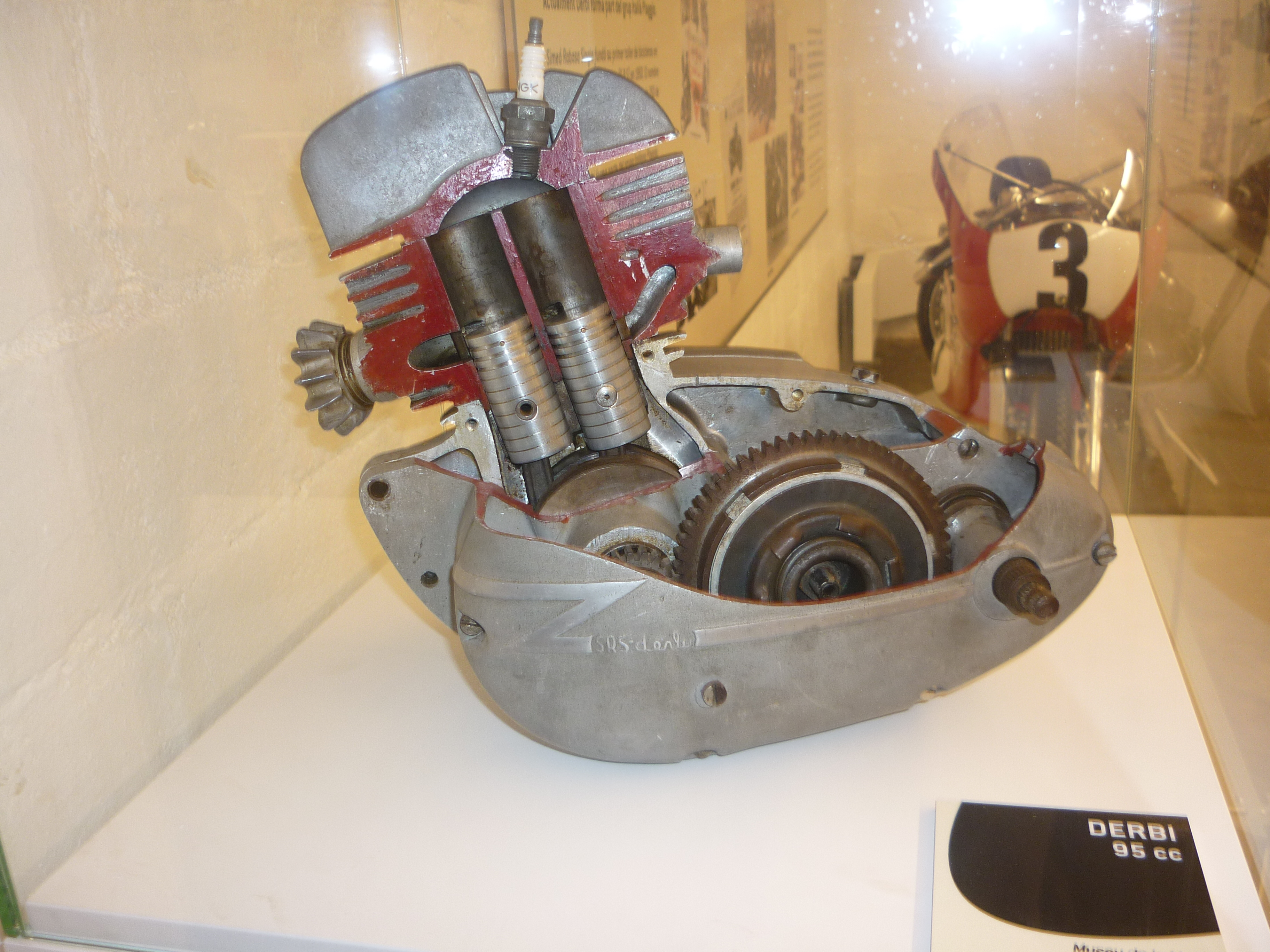
Motor s dvojitým pístem

U motoru s dvojitým pístem pracují dva písty v jednom společném spalovacím prostoru. Většinou jeden píst řídí přepouštěcí kanál a druhý otevírá výfukový kanál. Podle konstrukce klikového mechanismu je možné dosáhnout nesymetrického časování. Podle klikového mechanismu se rozlišují následující konstrukce:
- S ojnicemi uloženými šikmo k ose klikového hřídele s křížovým kloubem (např. Puch 250-S4).[31]
- S hlavní a vedlejší ojnicí podle patentu Arnolda Zollera.[32]
- S klikovou hřídelí se dvěma pod úhlem proti sobě položenými zalomeními a samostatnými ojnicemi pro každý píst. (Triumph BD 250[33])
- S klikovou hřídelí s jedním zalomením a podélně rozvidlenými ojnicemi (Triumph BDG).[34] Tato verze umožňuje přímé vyplachování, ale neumožňuje asymetrické časování.

Vlastnosti dvoupístových motorů:
Přímé vyplachování, tj. malé promíchání spalin s čerstvou směsí.
Díky většímu průřezu ventilů je možné do válce umístit větší přepouštěcí a výfukový kanál.
Nižší ztráty při vyplachování, především tehdy, když není použit speciální rezonanční (laděný) výfuk.
Problematické chlazení tenké stěny mezi oběma pracovními prostory.
Nelze udělat libovolný tvar spalovacího prostoru, je zde možné jen jedno řešení proudění čerstvé směsi ve spalovacím prostoru.
Díky systematickému výzkumu a využití rázových vln ve výfukovém potrubí převážily v oblasti malých motorů od konce 50. let nevýhody dvoupístových motorů proti řešením s jedním pístem.
Řízení rozvodu dvěma písty (motor s protiběžnými písty)

protiběžné písty pouze s jednou klikovou hřídelí

Protiběžné písty se dvěma klikovými hřídeli

U této konstrukce pracují dva písty proti sobě v jednom válci, mluvíme proto o motoru s protiběžnými písty. Motor je vybaven dvěma klikovými hřídeli spojenými pomocí ozubených kol nebo jednou klikovou hřídelí umístěnou na boku a dlouhými rozdvojenými ojnicemi, které působí na druhý píst přes třmen, nebo je kliková hřídel uprostřed. Protože zde chybí hlavy válců, má motor menší tepelné ztráty. Příkladem dieselového motoru s protiběžnými písty je letecký motor Junkers Jumo 205 se dvěma klikovými hřídelemi, motor Napier Deltic se třemi řadami válců a třemi klikovými hřídelemi a Commer TS-3, což byl motor pro nákladní auta s jednou klikovou hřídelí, dvěma ojnicemi a jedním vahadlem na válec. Motory Leyland L60 byly používány v tancích Chieftain (FV4201) a Vickers MBT; Fairbanks Morse Engine byl používán v ponorkách a lokomotivách.
Řízení rozvodu šoupátkem
Už v roce 1911 sestrojil Alfred Angas Scott pro svůj motocykl typ 3 ¾ vodou chlazený motor s řízením šoupátkem. Rotační šoupátko, jak je známe dnes, bylo vyvinuto v 50. letech Danielem Zimmermannem a patentováno v NDR. Toto šoupátko otevíralo a zavíralo vstup sání do klikové skříně. Předností oproti motorům s řízením pístem je možnost řídit bod otevírání sání nezávisle na bodu zavírání (asymetricky).
Šoupátkem lze řídit i výfuk. První forma řízení výfuku pocházela od firmy Yamaha, a to na základě změny doby otevření výfukového kanálu. Přitom se pomocí malého rotačního šoupátka měnil průřez výfukového kanálu, který se zcela otevřel jen při vysokých otáčkách. První čistě mechanicky řízený Yamaha-Power-Valve-System (YPVS) se objevil v roce 1978 u závodního motocyklu Yamaha OW-35, elektronické řízení následovalo od roku 1983, a to i u sériového typu RD 350 LC YPVS. U verze od firmy Suzuki (Suzuki Intake Power Chambre) byla použita dodatečná rezonanční komora, která se pomocí šoupátka otevírala při nízkých otáčkách. Podobný byl rovněž systém od Kawasaki (Kawasaki Integrated Power-Valve). Řízení výfuku od firmy Honda (Autocontrol Amplification Chamber, zkratka ATAC) bylo založené na zvětšení objemu výfuku při nízkých otáčkách (např. u motocyklu Honda NS400R). Zisk plnění při řízení výfuku dosahuje 20–40 % oproti neřízení verzi.
Řízení rozvodu membránou
První dvoudobý motor s membránovým řízením byl motor rakouského výrobce Titan z roku 1928 o objemu 350 cm3. Konstruktérem tohoto motoru se 4-deskovým membránovým sáním byl inženýr Karl Schüber. Tento membránový ventil byl zkonstruovaný z rákosového plátku a vestavěný do sacího kanálu; otevíral se podtlakem v klikové skříni a zavíral se přetlakem. Předností bylo automatické přizpůsobení objemu proudění při všech otáčkách motoru. Spolehlivost tohoto membránového ventilu ale končila u maximálních otáček okolo 5000 min−1.
Málo pružná a lehká membrána (rovněž známá jako rákosový ventil) se otevírala už při slabém podtlaku a zavírala se krátce po dosažení vyrovnaného tlaku; tím bránila zpětném proudění a byla schopná se přizpůsobit širokému rozsahu otáček. Základním rozdílem mezi řídícím členem otevíraným podtlakem a kanálem řízeným pracovním pístem spočívá s (relativně) plynulejším otevírání membrány nebo ventilu oproti náhlému otevření sacího kanálu v momentě, kdy je už dosaženo znatelného podtlaku. To způsobuje zvýšení hluku sání, které sice nevadí u závodních motorů, ale je důležité u běžných vozidel.
V roce 1971 vyvinula Yamaha nový typ membránového ventilu, ve kterém měla membrána tvar stříšky, čímž se dosahovalo většího objemového průtoku. Píst nejprve uzavřel kanál vedoucí k membráně, tlak v klikové skříni se snížil a došlo k rázovému otevření membrány, a to podstatně déle a účinněji. Díky tomu bylo možné dosáhnout zvýšení otáček. Zde sloužil sací kanál rovněž jako (pátý) přepouštěcí kanál, přičemž čerstvá směs proudící nad píst vytvářela za membránou statický podtlak – čím vyšší otáčky, tím vyšší podtlak – a tím se dosahovalo dodatečného nasávání směsi přímo ze sacího potrubí do pracovního prostoru válce.
Tento princip konečně dovolil dosáhnout u běžných sériových motorů tříciferný litrový výkon a lepší průběh kroutícího momentu. Tento membránový ventil pracoval spolehlivě do 8000 min−1. Novější vývoj nahradil kovové membránové ventily membránami z plastů vyztužených skelnými nebo uhlíkovými vlákny, jejichž setrvačnost je oproti kovovým mnohem nižší. Dalším pozitivním efektem motorů s membránovým řízením je znatelně nižší hodnota spotřeby paliva.
Řízení rozvodu ventily
Především u velkých dieselových dvoudobých motorů se používaly talířové ventily v hlavě válců pro řízení výfuku. V těchto případech převážily přednosti přímého vyplachování oproti vratnému vyplachování.

### Vstřikování paliva
První sériově vyráběné zážehové dvoudobé motory s přímým vstřikem paliva poháněly vozy Gutbrod Superiod a Goliath GP 700 E v roce 1951. Konstrukci vstřikovacích systémů, odvozenou od tehdejších vznětových motorů, dodávala firma Bosch. Systém byl vyvinut pod vedením Hanse Scherenberga, který po válce nesměl načas pracovat pro Daimler-Benz kvůli pokrokovému vstřikování u DB 601, DB 603 a DB 605. Firma NSU Motorenwerke prováděla v 50. letech výzkum přímého vstřikování mechanickým vstřikovačem u závodních motocyklů. Uplatnění bránila kondenzace nespáleného benzínu v klikové skříni při hodně bohaté směsi. Firma Motobécane vyvinula v roce 1974 společně s firmou Bosch analogové elektronické vstřikování benzínu do přepouštěcího kanálu, které použila u svého sériově vyráběného dvoudobého tříválce. Dvě vstřikovací trysky na každý válec zajišťovaly vstřikování paliva v horní části přepouštěcího kanálu. Společnost Aprilia následovala v roce 2001 s přímým vstřikováním paliva u 50 cm3 motoru pro skútr SR 50 DiTech.

## Použití
- Jednoválec: Jednoválcový vzduchem chlazený dvoudobý motor se běžně používá pro pohon přenosného nářadí a menších jednostopých vozidel.
- Dvouválec: Řadový dvouválec (s klikovou hřídelí napříč ke směru jízdy) se používal nejprve jako vzduchem chlazený, později jako vodou chlazený (např. značka DKW); byl vybaven řízením šoupátkem, primární náhon byl mezi oběma válci.
- Tříválec: Motocykl Scott 3S z roku 1934 měl tříválcový dvoutakt vestavěný po délce. Jeden exemplář motoru měl být v roce 1939 prodán značce DKW. Značka DKW uvedla v roce 1953 na trh tříválec použitý v osobním automobilu u typu DKW F91. Motocykly Kawasaki 500 H1 z roku 1969 (vzduchem chlazený) a Suzuki GT 750 z roku 1971 (vodou chlazený) zavedly řadové tříválce do sériové výroby motocyklů. Značka Motobécane následovala v roce 1973 s typem Modell 350. Kromě toho byly tříválcové dvoutakty vyvinuty a nasazeny pro závodní účely, když značka DKW použila v roce 1953 motor se dvěma stojatým a jedním ležatým válcem. Honda v roce 1983 vyrobila motor se dvěma ležatými a jedním stojatým válcem, a to u typu NS400R s vodním chlazením. Jako lodní motor použila tříválcový dvoutakt firma König v roce 1937 u typu 500 cm³. V 90. letech se tříválce s různými objemy vyráběly jako pohonné jednotky pro ultralehká letadla.
- Čtyřválec: Čtyřválcový dvoutaktní motor se čtvercovým řazením válců byl použit u motocyklu RG500 Gamma firmou Suzuki; v provedení s válci do V pod úhlem 50° se dvěma klikovými hřídelemi byl použit u motocyklu Yamaha RD 500LC.
- Šestiválec: Šestiválcový dvoudobý motor byl vyvinut a nasazen pro závody rychlých člunů.
- Osmiválec: Osmiválcový dvoudobý motor byl vyvinut firmou Galbusera a použit v motocyklu Galbusera V8 (1938).

## Využití v motosportu

### Formule 1
Teoreticky dosahuje dvoudobý motor při stejném zdvihovém objemu oproti čtyřdobému motoru dvojitého výkonu. V praxi toho ale nedosahuje z důvodu zanedbatelného středního tlaku na píst. Pravidla Formule 1 od roku 1984 zakazují nasazení dvoudobých motorů; v letech 1934–1937 bylo jejich použití omezeno jen na vozy s hmotnostním limitem do 750 kg, takže byly pokusy o nasazení motorů s dvojitým pístem.

### Závodní motocykly
První dvoudobý motor, který byl konkurenceschopný oproti čtyřdobému motoru, byl motor Alfreda Angase Scotta. V letech 1912 a 1913 zvítězily motocykly Scott v závodě Tourist Trophy na ostrově Man ve třídě senior. V roce 1932 se objevily první závodní motocykly DKW s motorem s dvojitým pístem, později s plnicím čerpadlem. Nejúspěšnější model ve třídě do 250 cm³ byl před druhou světovou válkou téměř neporazitelný stroj DWK ULD 250. V roce 1949 vzniklo motocyklové mistrovství světa, kde dominovaly dvoudobé motory v těchto třídách:
- do 50 cm³: od r. 1962 do zrušení této třídy v r. 1983; s přerušením pouze v r. 1965 čtyřdobým motocyklem Honda.
- do 80 cm³: od r. 1984 do zrušení této třídy v r. 1989
- do 125 cm³: od r. 1967 do zrušení této třídy a zákazu dvoudobých motorů v r. 2011
- do 250 cm³: od r. 1968 do zrušení této třídy a zákazu dvoudobých motorů v r. 2009
- do 350 cm³: od r. 1974 do zrušení této třídy v r. 1982

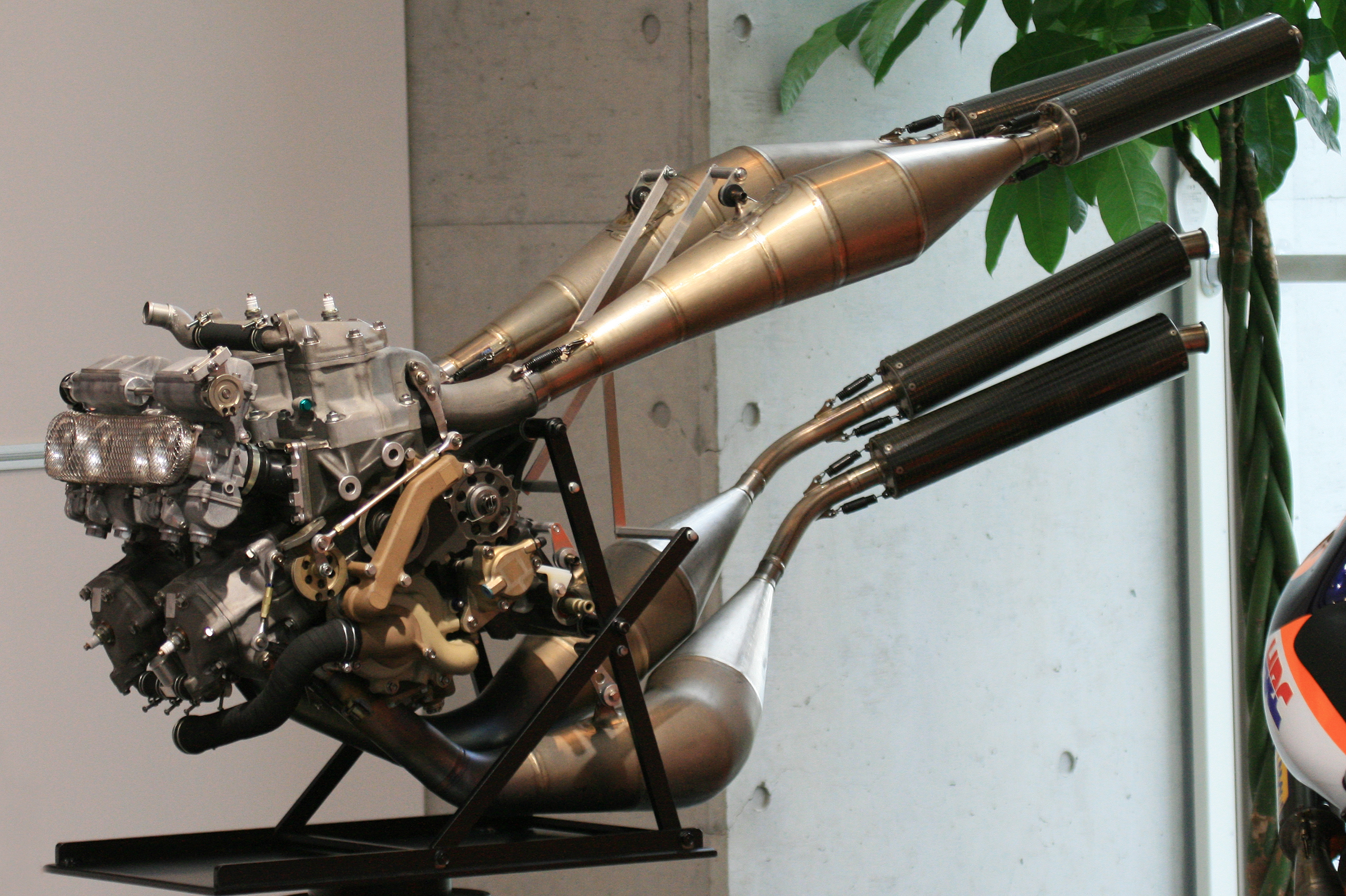
Motor HONDA NSR500

- Motor HONDA NSR500do 500 cm³: od r. 1975 do zrušení této třídy a zákazu dvoudobých motorů v r. 2001. Poslední dvoudobý motocykl 500 cm³ byl vítězem série Senior od sezóny 1994, jednalo se o Hondu NSR500 s dvoudobým čtyřválcem do V pod úhlem 112° a objemu 498 cm³, který dosahoval výkonu téměř 200 ks (147 kW).
- Sajdkáry: od r. 1975 do r. 1996, stejně tak ve světovém poháru sajdkár 1997. V roce 2001 byly také v této třídě dvoudobé motory 500cm³ zakázány a přeřazeny do třídy 1000 cm³.

### Závodní čluny
Dvoudobé motory jsou dodnes pravidelně nasazovány jako pohon závodních člunů série Union Internationale Motonautique. Ve třídě do 2600 cm³ dosahuje např. dvoudobý šestiválcový závěsný lodní motor do V po úhlem 60° výkonu 200 PS (149 kW) při 6500–7000 min−1.

## Motory pro čluny
Jako závěsné lodní motory jsou dvoudobé motory limitovány emisemi oleje, kdy nespálený olej ze směsi uniká do vody. První omezení emisí se objevila v roce 1993 na Bodamském jezeře a následně byla převzata pro všechny vnitrozemské vody Německa. Od 1. 1. 2007 platí emisní předpisy po celé Evropě. Tato omezení mohou splnit dvoudobé motory – pokud vůbec – jen v případě, kdy jsou vybaveny přímým vstřikováním paliva.

## Přednosti a nedostatky principu dvoudobého motoru

### Přednosti dvoudobých motorů oproti čtyřdobým o stejném výkonu a počtu otáček
Dvoudobý motor má dvakrát tolik pracovních cyklů oproti čtyřdobému motoru, který musí věnovat část pracovního cyklu na vyplachování (sání, výfuk); přitom využije jen 70–80 % energie na jeden pracovní cyklus. Z toho plyne jedna řada výhod:
- stejnoměrnější točivý moment
- mnohem menší statické a dynamické hmoty s menším točivým impulsem a menšími vibracemi
- u bezventilových motorů je snadnější dosahovat vysoký počet otáček

Pro dvoudobé motory s vyplachováním řízeným pístem platí dále tyto výhody:
- Jednoduchá konstrukce a tím i nižší nároky na výrobu, což je dané tím, že odpadají ventily a jejich pohon.
- Mazání motoru je nezávislé na jeho poloze, což je důležité u ručního nářadí, jako jsou např. řetězové pily.

### Nevýhody dvoudobých motorů
- V závislosti na konstrukci dochází k promíchání nasávaného vzduchu a výfukových plynů. Je možnost volby mezi vysokými ztrátami při vyplachování a vysokým podílem výfukových plynů v plnění válce.
- Vysoké teplotní zatížení pístu a výstupních otvorů z důvodu malého vnitřního chlazení.
- Neklidný chod při brzdění motorem. U motorů mazaných směsí může při brzdění motorem z důvodu nedostatečného mazání dojít k poškození nebo zadření motoru.
- Nízký brzdný účinek motoru.
- V závislosti na konstrukci vyšší nebo nižší spotřeba oleje a zápach výfukových plynů.
- Problémy s emisemi (viz další odstavec).
- Vyšší mechanické opotřebení pístů a pístních kroužků o stěny válců s otvory.

## Emise dvoudobých motorů

### Příčiny
Dominantní roli ve znečišťování vzduchu ve velkých městech hrají z důvodu svých zdravotně závadných emisí skútry s dvoudobými motory. Velké dvoudobé motory přesto dokazují, že i s použitím dvoudobého principu je možné dosáhnout dobrých emisních hodnot. Důvody, proč mají malé jednoduché dvoudobé motory více emisí, než velké čtyřdobé motory, jsou následující:
- Ztráty ve vratném vyplachování způsobují, že nespálená směr paliva a oleje odchází do výfuku.
- Nehomogenní, tj. neúplné spalování směsi vede k emisím meziproduktů spalování, jako jsou např. pevné částice.
- Pístní kroužky přecházejí přes otvory ve válci, tím se dostává olej ze stěny válce do proudu plynu, což vede k vyšším emisím i u motorů s olejovou vanou. Dvoudobý motor má obvykle jeden nebo dva pístní kroužky, čtyřdobý motor má zpravidla tři pístní kroužky (těsnicí kroužek, mezikroužek a stírací kroužek).

Při použití mazání motoru s olejovou vanou je možné snížit emise s pomocí samostatného řízení výfuku s ventilem (nebo druhým pístem u motoru s protiběžnými písty) a s pomocí vstřikování.

### Zákonná omezení
Pro jednostopá vozidla platí od ledna 2016 emisní norma Euro 4, bez ohledu na to, zda je vozidlo vybaveno dvoudobým nebo čtyřdobým motorem. Zavedení této normy vedlo ke všeobecnému ukončení zástaveb dvoudobých motorů do malých motocyklů (dříve pro ně platila norma Euro 2). Již norma Euro 3 nebyla pro dvoudobé motory splnitelná. Poslední motocykl s dvoudobým motorem nad 150 cm³ určený k provozu po veřejných komunikacích byla Aprilia RS 250, vyráběná do roku 2002, která byla vybavena motorem s objemem 249 cm³ a výkonem 40 kW / 55 k (jednalo se o přepracovaný motor Suzuki RGV 250 Gamma). Existuje výjimka: od roku 2013 vyráběná KTM Freeride 250 R, která má v silniční verzi dvoudobý motor omezený na 5 kW (7 k), aby splnil normu Euro 3. Malé motocykly (s objemem do 50 cm³) mohou ještě dosud mít emise pětinásobně překračující normu na uhlovodíky a oxidy dusíku platnou pro osobní automobily. Skútry s dvoudobými motory (s objemem do 50 cm³) hrají z důvodu zdraví škodlivých emisí dominantní roli ve znečišťování ovzduší v řadě velkých měst.
|                | Emisní limity pro motocykly údaje v mg/km |                |               |                   |  |
| Norma          | Euro 1                                    | Euro 2         | Euro 3        | Euro 4            |  |
| Typová zkouška | od 17. 6. 1999                            | od 1. 4. 2003  | od 1. 1. 2006 | od 1. 1. 2016     |  |
| CO             | 8.000 / 13.0003                           | 5.500          | 2.000         | 1.140 / 1.0006    |  |
| HC             | 4.000 / 3.0003                            | 1.200 / 1.0005 | 800 / 3005    | 170 / 3804 / 1006 |  |
| NOx            | 100 / 3003                                | 300            | 150           | 90 / 704 / 3006   |  |
| PM             |                                           |                |               | 806               |  |

3 Čtyřdobý motor
4 V-max < 130 km/h
5 od 150 cm³
6 s Dieselovým motorem
|                | Emisní limity pro malé motocykly (KKR) a osobní automobily údaje v mg/km |                            |                             |  |
| Norma          | Euro 4 (malé motocykly)                                                  | Euro 5 (osobní automobily) | Euro 6b (osobní automobily) |  |
| Typová zkouška | od 1. 1. 2016                                                            | od 1. 1. 2011              | od 1. 9. 2015               |  |
| CO             | 1.000                                                                    | 1.000                      | 1000                        |  |
| HC             | 630                                                                      | 100                        | 100                         |  |
| NOx            | 170                                                                      | 60                         | 60                          |  |
| PM             | –                                                                        | 4,57                       | 4,5                         |  |
| Počet částic   | -                                                                        | -                          | 6·1011                      |  |

7 s přímým vstřikováním paliva
[57] (stav k prosinci 2016)